# Rebellion (2020)
Pour les articles homonymes, voir Rebellion (homonymie).
Rebellion était un évènement de catch professionnel produit par la fédération américaine Impact Wrestling, c'est le deuxième évènement de la chronologie des Rebellion. Il était initialement prévu que cet évènement ait lieu en direct en tant que pay-per view le 19 avril, cependant, en raison de la crise sanitaire mondiale causée par la pandémie de coronavirus, l'évènement eut lieu à huis clos. Rebellion fut pré-enregistré les 8 et 10 avril et diffusé les 21 et 28 avril en tant qu'événement spécial mensuel d'Impact.Impact!.
Neuf matches furent disputés lors de cet évènement, cinq la première nuit et quatre lors de la deuxième nuit, incluant la victoire de Ken Shamrock sur Sami Callihan par soumission lors d'un unsanctioned match,ainsi que la victoire de Moose sur Hernandez et Michael Elgin lors d'un three-way match. Après le match Moose s'auto-proclama TNA World Heavyweight Champion, ce qui ne fut pas officialisé avant le 23 février 2021.

## Tableaux des matchs
| No.                                                      | Résultats | Stipulations                                       | Times |
| -------------------------------------------------------- | --- | -------------------------------------------------- | ----- |
| 1                                                        | Tommy Dreamer, Rhino et Crazzy Steve battent Ohio Versus Everything (Dave Crist, Jake Crist et Madman Fulton) | Six-man tag team match                             | 9:33  |
| 2                                                        | The Rascalz (Dez et Wentz) battent Fallah Bahh et TJP et XXXL (Acey Romero et Larry D)                        | Three-way tag team match                           | 11:31 |
| 3                                                        | Willie Mack bat Ace Austin (c)                                                                                | Match simple pour l'Impact X Division Championship | 13:25 |
| 4                                                        | Kylie Rae bat Kiera Hogan                                                                                     | Match simple                                       | 9:18  |
| 5                                                        | Ken Shamrock bat Sami Callihan par soumission                                                                 | Unsanctioned match                                 | 10:44 |
| - (c) – Fait référence au(x) champion(s) lors d'un match | |                                                    |       |

| No. | Résultats                                 | Stipulations            | Times |
| --- | ----------------------------------------- | ----------------------- | ----- |
| 1   | Chris Bey bat Rohit Raju, Suicide et Trey | Four-way match          | 11:37 |
| 2   | Joseph P. Ryan bat Cousin Jake            | Singles match           | 10:49 |
| 3   | Rosemary bat Havok                        | Full Metal Mayhem match | 12:26 |
| 4   | Moose bat Hernandez et Michael Elgin      | Three-way match         | 13:13 |